# Gardenstown
Gardenstown är en ort i Storbritannien.   Den ligger i kommunen Aberdeenshire och riksdelen Skottland, i den norra delen av landet, 700 km norr om huvudstaden London. Gardenstown ligger 33 meter över havet och antalet invånare är 700.
Terrängen runt Gardenstown är platt. Havet är nära Gardenstown norrut. Runt Gardenstown är det ganska glesbefolkat, med 35 invånare per kvadratkilometer. Närmaste större samhälle är Fraserburgh, 19,0 km öster om Gardenstown. Trakten runt Gardenstown består i huvudsak av gräsmarker.